# Jožef Dagarin
Jožef Dagarin, slovenski rimskokatoliški duhovnik in teolog, * 5. marec 1785, Železniki, † 22. april 1850, Kranj.

## Življenje in delo
V Ljubljani je naredil dva razreda gimnazije in študije na liceju. Teologijo je doštudiral leta 1810.
Po posvečenju je najprej dobil službo kaplana v Kranju, potem je bil do leta 1816 kaplan pri Šenklavžu v Ljubljani. Med letoma 1816 in 1842 je bil profesor na liceju. Predaval je na filozofskem in teološkem oddelku. Na liceju je predaval tudi Francetu Prešernu. Od leta 1818 dalje je bil nedeljski pridigar za akademike. Leta 1819 je skupaj s sodelavcema na liceju, kolegoma Ravnikarjem in Kalistrom potoval po zgornji Italiji.
Župnik v Kranju je postal 1. septembra 1842. V času župnikovanja v Kranju je postal tudi dekan, šolski nadzornik in svetovalec. Prijateljeval je z župnikom v Naklem Blažem Blaznikom, z okrajnim komisarjem Schonto, kanonikom Jakobom Praprotnikom, kanonikom v Kranju Valentinom Ravnikarjem, dr. Blažem Crobathom in njegovimi sinovi, dr. Pollakom, kranjskim kaplanom Alojzijem Koširjem, Sreznjevskim, Stankom Vrazom, Francem Metelkom, kaplanom Hueberjem idr. Večino mladih razumnikov je poznal še iz liceja.
Pokopal je Franceta Prešerna in za njegovo zapuščino pripravil popis, ki ga izročil Janezu Bleiweisu. Domnevno naj bi uničil nekatere rokopise, pisma in svobodomiselne knjige.